# Jaroslav Plichta
Jaroslav Plichta (10. července 1929 Praha – 25. července 2006 Praha) byl český psycholog, speciální pedagog a dramaturg.

## Život
Maturoval v roce 1948, hned poté byl pro své politické postoje perzekvován a mohl pokračovat ve studiu až v roce 1961. Vystudoval divadelní vědu na Filozofické fakultě Univerzity Karlovy v Praze (1966) a již v roce 1965 se stal členem činohry Národního divadla v Praze jako lektor (1. března 1965 – 1. července 1967) a dramaturg (1. července 1967 – 31. července 1969), kde však už od 1. září 1968 dlel kvůli emigraci na neplacené dovolené (31. července 1969 s ním byla rozvázána smlouva). Z politických důvodů emigroval v roce 1968 do Spolkové republiky Německo, kde byl pro své postoje a vzdělání velmi vstřícně přijat. Působil v televizi WRD a především jako pedagog na Kolínské univerzitě. Jeho specializací se stala psychologie, sociologie a speciální pedagogika. Od roku 1972 působil jako docent na Vysoké škole pro sociální práci a pedagogiku v Hagenu, později rovněž v Dortmundu. Pro své zcela mimořádné zásluhy byl posléze jmenován profesorem. Významně se rovněž angažoval v městských divadlech ve Frankfurtu nad Mohanem.
Během více než dvaceti let vybudoval a praktikoval systém skupinových činností terapeuticko–výchovného zaměření spolu s organizací terapeutického divadla s důrazem na přezkoušení osobnosti a sebeprožívání. Koncem sedmdesátých let organizoval pravidelná veřejná představení s psychologickou tematikou na univerzitách v Münsteru, Düsseldorfu, Kolíně nad Rýnem a Dortmundu. Vše většinou s originálními texty či s adaptacemi klasiků. Jeho dílo bylo opakovaně komentované a oceňované německým tiskem. Pod jeho supervizí se uskutečnila celá řada projektů pro mládež i dospělé v Hagenu a Dortmundu. Se svým dílem vystoupil rovněž na kongresu specializovaných pedagogů německy mluvících zemí v Essenu.
Po otevření hranic po roce 1989 se konečně vrátil zpět do své vlasti a rozhodl se své celoživotní vědomosti a schopnosti předat českým studentům. Zapojil se do jedinečného projektu na Institutu pedagogiky volného času v Praze (IPVC v letech 1994–1997). Stal se otcem unikátního studijního oboru aplikované psychologie. Při své výuce kladl nesmírný důraz na kvalitu osobnosti budoucího psychologa, terapeuta či pedagoga. Vycházel z přesvědčení, že psychologii nelze učit pouze z knih v přelidněném přednáškovém sále. Proto si pro svůj projekt "aplikované" psychologie vybral pouze 40 nejlepších studentů, kteří měli možnost vedle klasické výuky zažít psychologické metody a postupy tzv. na vlastní kůži. Jeho prožitkově–vzdělávací přístup měl mimořádný úspěch. Většina jeho studentů se stala výraznými osobnostmi naší současnosti.